# Big Hit Music
La Big Hit Music (빅히트 뮤직?, Bikhiteu myujikLR) è un'etichetta discografica sudcoreana, fondata il 1º luglio 2021 da una scissione parziale della Hybe.

## Storia
Il 19 marzo 2021 la Big Hit Entertainment ha annunciato che avrebbe cambiato denominazione in "Hybe", conservando il nome precedente nella nuova etichetta Big Hit Music, sotto la divisione Hybe Labels. Il 1º aprile l'azienda ha comunicato che avrebbe scisso la Big Hit Music da se stessa per fondare una nuova compagnia di cui avrebbe posseduto il 100% delle quote, che non avrebbe venduto, né si sarebbe quotata in Borsa. La nuova società si sarebbe dedicata alle attività già consolidate di produzione musicale, gestione degli artisti e comunicazione con i fan. La mozione di scissione è stata votata alla riunione del consiglio di amministrazione del 14 maggio, incontrando l'opposizione del National Pension Service, detenente il 5,1% delle azioni della Hybe, che ha citato preoccupazioni di diluizione del patrimonio netto; la mozione è stata comunque approvata, avendo ottenuto più del 66,7% dei voti a favore necessari a passare.
La scissione è avvenuta il 1º luglio 2021 ed è stata registrata il giorno successivo, rendendo la Big Hit Music una sussidiaria privata della Hybe.

## Artisti
La Big Hit Music rappresenta tre gruppi – BTS, TXT e Cortis – e otto solisti: Lee Hyun (con il suo alter ego Midnatt), RM, Jin, J-Hope, Jimin, Suga, Jung Kook e V.